# Corneillan
Corneillan är en kommun i departementet Gers i regionen Occitanien i sydvästra Frankrike. Kommunen ligger i kantonen Riscle som tillhör arrondissementet Mirande. År 2022 hade Corneillan 156 invånare.

## Befolkningsutveckling
Antalet invånare i kommunen Corneillan
Referens:INSEE